# John Taylor (poeta)
John Taylor (Gloucester, 24 agosto 1578 – Londra, dicembre 1653) è stato uno scrittore e poeta inglese.

## Biografia
Soprannominato "The Water Poet", nacque a Gloucester il 24 agosto 1578. Dopo un breve apprendistato, prestò servizio (1596) nella flotta dell'Essex, fu presente a Flores nel 1597 e all'assedio di Cadice.
Trascorse gran parte della sua vita come traghettatore (waterman) sul Tamigi e fu membro della corporazione di barcaioli che traghettava passeggeri attraverso il Tamigi a Londra, nei giorni in cui il London Bridge era l'unico passaggio tra le rive. Diventò membro dell'oligarchia dominante della corporazione, servendo poi come impiegato.

## Opere
È principalmente conosciuto per i suoi scritti che trattano le dispute all'interno del corpo dei traghettatori del 1641-42, in cui si tentò di democratizzare la leadership della Compagnia. Descrisse dettagliatamente le insurrezioni negli opuscoli Iohn Taylors Manifestation ... and To the Right Honorable Assembly ... (Commons Petition) , e John Taylors Last Voyage and Adventure del 1641. 
La sua attenzione si rivolse anche ai cocchieri, nei suoi trattati in versi An Arrant Thief (1622) e The World Runnes on Wheeles (1623).
Era uno scrittore prolifico, anche se considerato oggi rozzo, che può vantare oltre centocinquanta pubblicazioni. Molte sono state raccolte in All the Workes of John Taylor the Water PoetPoet (Londra, 1630). Sebbene il suo lavoro non fosse sofisticato, fu un acuto osservatore di persone e stili di vita del XVII secolo e il suo lavoro è spesso utilizzato dagli storici sociali. Un esempio è la sua opera del 1621 Taylor's Motto, che includeva un elenco di giochi di carte dell'epoca.
Raggiunse la notorietà con una serie di viaggi eccentrici: per esempio, viaggiò da Londra a Queenborough in una barchetta di carta con due stoccafissi legati a delle canne utilizzati come remi, descritto in The Praise of Hemp-Seed.
È uno dei pochi autori accreditati di un palindromo: nel 1614 scrisse "Lewd did I live, & evil I did dwel". Molte delle opere di Taylor venivano pubblicate in abbonamento: proponeva un libro, chiedeva contributori e lo scriveva quando aveva abbastanza abbonati per sostenere i costi di stampa.

## Fonti
- John Taylor, Early Prose & Poetical Works, London & Glasgow, 1888.
- Bernard Capp, The World of John Taylor the Water-Poet, 1578–1653, Oxford, Clarendon Press, 1994. – the first full-length biography.
- John H. Chandler, Travels through Stuart Britain: the adventures of John Taylor, the water poet, Stroud, Sutton, 1999.
- Chisholm, Hugh, ed. (1911). "Taylor, John (pamphleteer)". Encyclopædia Britannica. 26 (11th ed.). Cambridge University Press.